# بلا ویلا (میزوری)
بلا ویلا (به انگلیسی: Bella Villa) یک شهر در ایالات متحده آمریکا است که در شهرستان سنت لوئیس، میزوری واقع شده‌است. بلا ویلا ۰٫۳۴ کیلومتر مربع مساحت و ۷۲۹ نفر جمعیت دارد و ۱۴۱ متر بالاتر از سطح دریا واقع شده‌است.